# 伊賀崎道順
伊賀崎道順，生卒年不詳，是日本戰國時代伊賀流的著名忍者。位階至中忍，出生於伊賀楯岡，
故又稱楯岡之道順，曾經仕奉過北畠氏、六角氏和德川家康。
仕奉六角義賢時，義賢的部下百百氏（Dodoshi）發動謀反，道順潛入澤山城（之後成為石田三成的據點佐和山城）放火大肆破壞使城内陷入混亂，讓六角義賢得以順利平亂，道順因此立下了戰功。此外他還是位使用火繩槍的神射手，曾經試圖暗殺織田信長，但並沒有成功而傷到了信長身旁的親信。